# Basilika Unserer Lieben Frau von La Salette (Dębowiec)

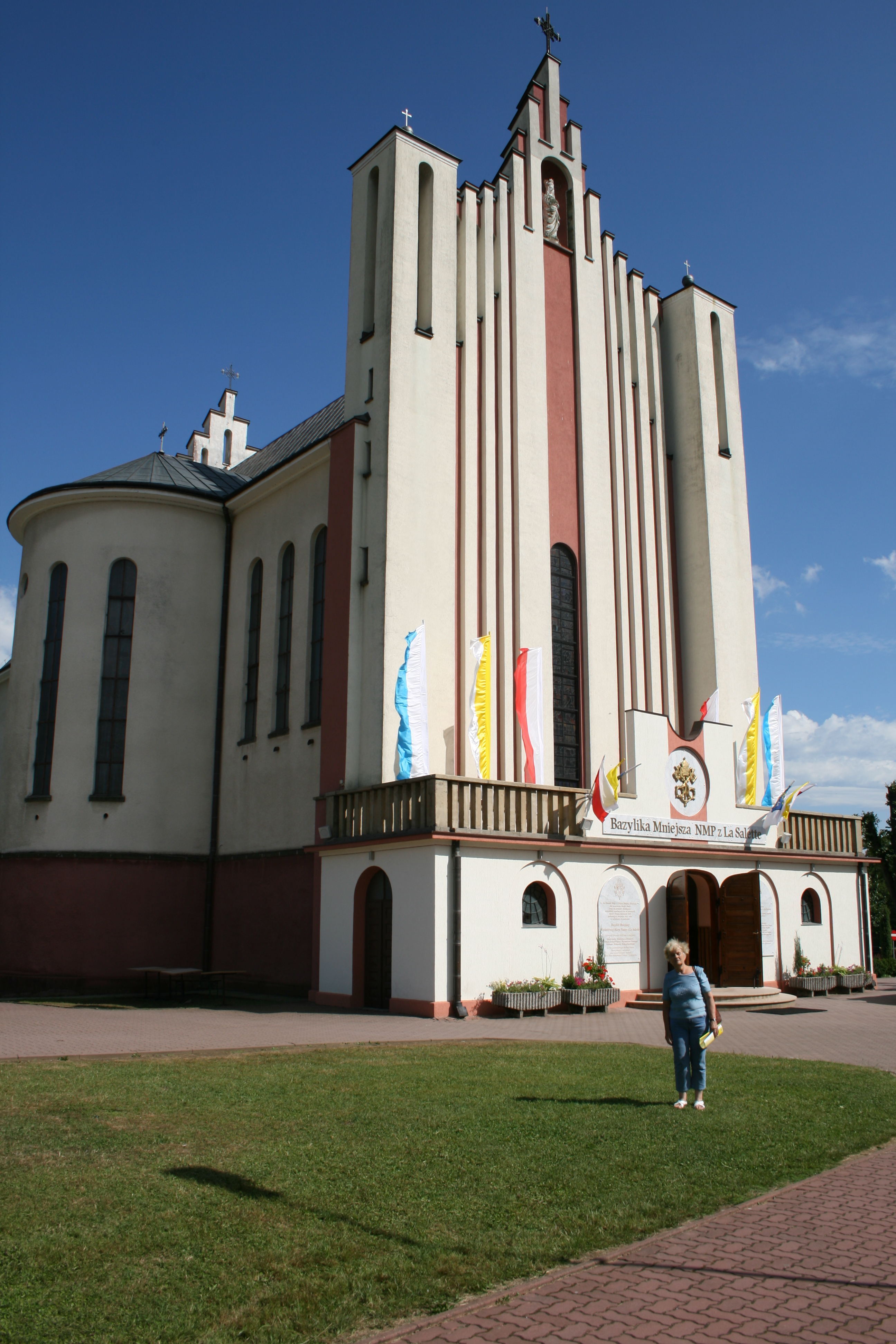
Fassade der Basilika

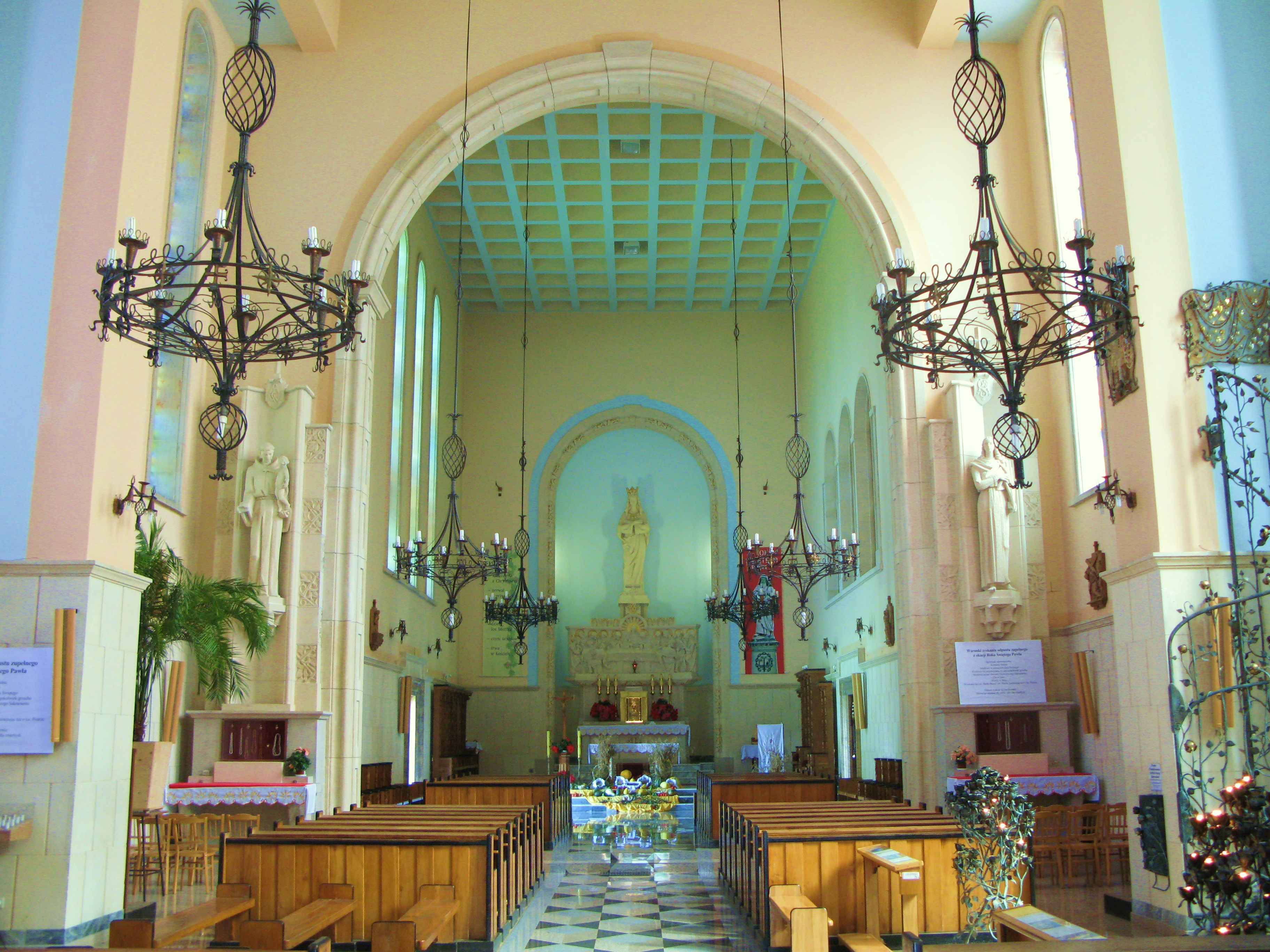
Innenraum mit Blick zum Altar

Die Basilika Unserer Lieben Frau von La Salette (polnisch Bazylika Matki Bożej Płaczącej z La Salette w Dębowcu) ist eine römisch-katholische Kirche in Dębowiec im Südosten Polens. Sie ist Teil des Heiligtums, das 1910 von den Missionaren Unserer lieben Frau von La Salette gegründet wurde und trägt den Titel einer Basilica minor.

## Geschichte
Zwischen 1910 und 1911 wurde das Seminar gebaut und am 18. Oktober 1911 wurden Studenten des Seminars in Puźniki (der erste Standort der Salettiner in Polen, derzeit ein verlassenes Dorf in der Ukraine) nach Dębowiec verlegt. Am 15. September 1912 wurde die Kirche von den Missionaren eröffnet und geweiht. Sie wurde schnell zum Zentrum der Verehrung Unserer Lieben Frau von La Salette in Polen. Von da an entwickelte sich das Kloster in Dębowiec zur Mutterkirche der Salettiner in Polen. Gottesdienste zu Ehren Unserer Lieben Frau von La Salette wurden im September 1923 eingeführt.
1936 begannen Missionare mit dem Bau einer neuen Kirche. Die Bauzeit betrug zwei Jahre, die Weihe erfolgte aber erst 1941. Am 17. September 1944 wurde die Kirche von der sowjetischen Luftwaffe zerstört, weil Wehrmachtssoldaten im Kloster stationiert waren. 1966 wurde das heutige Gebäude vom Bischof von Przemyśl Ignacy Tokarczuk geweiht. Am 20. Mai 2012 wurde die Kirche von Papst Benedikt XVI. zur Basilica minor erhoben.